# Wycombe (dystrykt)
Wycombe – dawny dystrykt niemetropolitalny w hrabstwie Buckinghamshire w Anglii, istniejący w latach 1974–2020. W 2011 roku dystrykt liczył 171 644 mieszkańców.
1 kwietnia 2020 roku włączony został do nowo utworzonej jednostki typu unitary authority Buckinghamshire.

## Miasta
- High Wycombe
- Marlow
- Princes Risborough

## Inne miejscowości
Alscot, Beacon's Bottom, Bennett End, Bledlow, Bledlow Ridge, Bockmer End, Bourne End, Bovingdon Green, Bradenham, Downley, Ellesborough, Fawley, Fingest, Flackwell Heath, Great and Little Hampden, Great and Little Kimble, Hambleden, Hazlemere, Hedsor, Horsenden, Hughenden Valley, Ibstone, Ilmer, Lane End, Little Marlow, Marlow Bottom, Medmenham, Mill End, Monks Risborough, Northend, Radnage, Stokenchurch, Turville, West Wycombe, Wooburn, Wooburn Green.